# Xã Marion, Quận Linn, Iowa
Xã Marion (tiếng Anh: Marion Township) là một xã thuộc quận Linn, tiểu bang Iowa, Hoa Kỳ. Năm 2010, dân số của xã này là 38.947 người.